# Hilda Abrahamz
Hilda Astrid Abrahamz Navarro (sinh ngày 14 tháng 11 năm 1959 tại Caracas, Venezuela) là một nữ diễn viên telenovela của Venezuela và là cựu chủ tịch cuộc thi sắc đẹp. Cô là đại diện chính thức của đất nước mình trong cuộc thi Hoa hậu Thế giới năm 1980 được tổ chức tại London, Vương quốc Anh vào ngày 13 tháng 11 năm 1980, nơi cô là một trong 15 thí sinh bán kết hàng đầu.

## Telenovelas
| Năm  | Tựa đề                       | Nhân vật                       | Ghi chú                  |
| ---- | ---------------------------- | ------------------------------ | ------------------------ |
| 2012 | Azul y no tan rosa (Phim)    | Delirio del Río                | Vai trò hỗ trợ           |
| 2012 | Mi ex me tiene ganas         | Lucrecia Holt de Miller        | Vai trò hỗ trợ           |
| 2008 | Nadie tôi dirá cómo quererte | Mercedes de Galindo            | Vai trò hỗ trợ           |
| 2006 | Te tengo en salsa            | Gioconda Chaparro              | Vai trò hỗ trợ           |
| 2005 | Amor một Palos               | Pamela Jhonson                 | Nhân vật phản diện chính |
| 2004 | Estrambotica Anastasia       | Constanza Borosfky             | Vai trò hỗ trợ           |
| 2002 | Mi gorda bella               | Olimpia Mercouri de Villanueva | Nhân vật phản diện chính |
| 2001 | La Niña de mis ojos          | Mercedes Aguirre               | Vai trò hỗ trợ           |
| 2000 | Quả hồ đào                   | Rebeca Del Avila               | Nhân vật chính           |
| 1999 | Carita pintada               | Candelaria                     | Nhân vật chính           |
| 1997 | Todo por tu Amor             | Andrea Mijares                 | Nhân vật phản diện chính |
| 1995 | Ka Ina                       | Maniña Yerichana               | Nhân vật phản diện chính |
| 1992 | Cuộc gọi por estas           | Natalia Pulselles              |                          |
| 1992 | Hoàng tử                     | Bến du thuyền                  |                          |
| 1991 | El Desprecio                 | Lucelly                        | Vai trò hỗ trợ           |
| 1990 | Natacha                      | Yêu tinh                       |                          |
| 1990 | La pasión de Teresa          | Peggy San Juan                 |                          |
| 1988 | Abigail                      | María Begoña / María Clara     | Nhân vật phản diện chính |
| 1988 | Selva Maria                  | Carla Altamina                 | Nhân vật phản diện chính |
| 1983 | Bienvenida Esperanza         | Yoselin Mendizabal             | Vai trò hỗ trợ           |
| 1983 | Leonela                      | Maribella                      | Vai trò hỗ trợ           |
| 1982 | Kapricho SA                  |                                |                          |
| 1981 | Bến du thuyền                |                                |                          |